# Mahala-Problem-Cigarettes

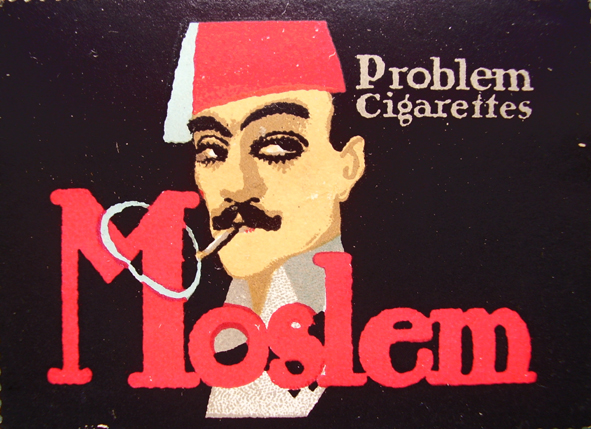
Werbemarke der Berliner Cigarettenfabrik Problem. Entwurf H. R. Erdt um 1908

Mahala-Problem war eine der bekannten Berliner Zigarettenfabriken vor und nach dem Ersten Weltkrieg, die eng mit der Bau- und Kulturgeschichte der aufstrebenden Weltstadt verknüpft war. Gegründet wurde sie 1889 von Szlama Rochmann in Berlin. 1930 kaufte Reemtsma die Problem oHG auf und stellte den Betrieb ein.

## Entstehungsgeschichte

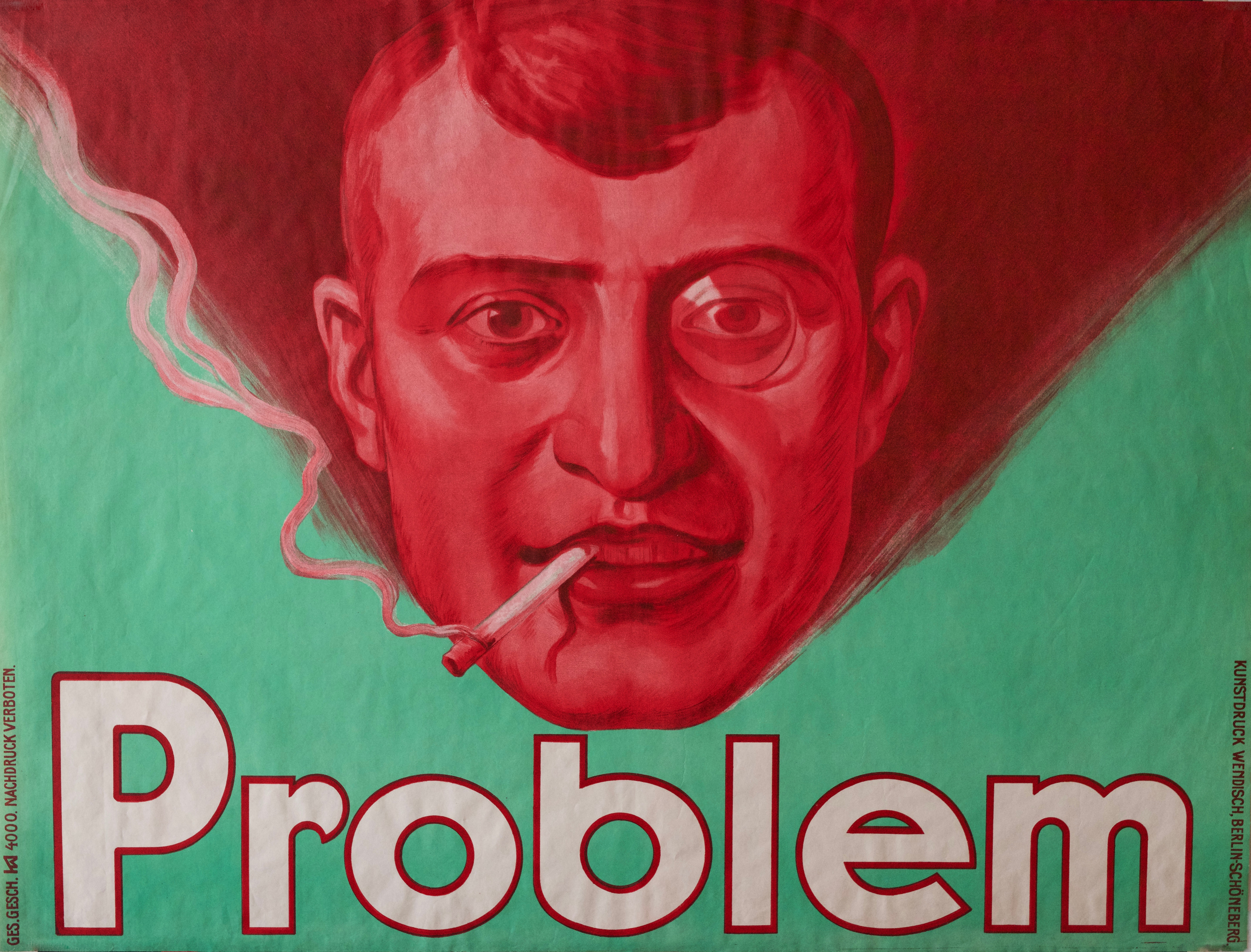
Kunstdruck von Wendisch, Berlin (1920)

Blaue Werbeplakette der Cigarettenfabrik Problem um 1925, Entwurf Willrab

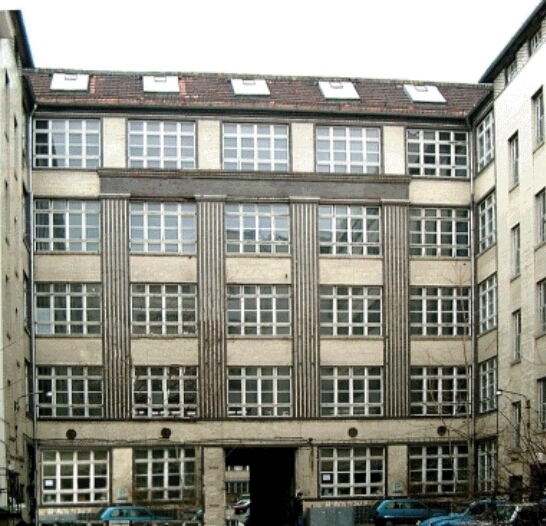
Fabrikationsgebäude der Cigarettenfabrik Problem Greifswalder Str. 212/213 von 1916

Der jüdische Zigarettenfabrikant Szlama Rochmann (* 17. Juni 1857; † 17. Dezember 1925) gründete 1889 die Cigarettenmanufaktur Mahala-Problem in der Alexanderstraße 13/22 (Alexanderhof) in Berlin, nachdem sein Bruder Baruch Rochmann (* 1863; † 1926) bereits 1881 die Zigarettenfirma Namkori-Phänomen von seinem Vater Israel Jacob Rochmann (* 22. Juni 1837; † 31. Juli 1881) übernommen hatte.
Anfang des 20. Jahrhunderts beauftragte er verschiedene Werbegrafiker wie Louis Oppenheim, Ernst Deutsch-Dryden, Hans Lindenstaedt, Lucian Bernhard mit Plakatentwürfen. Der deutsche Werbegrafiker Hans Rudi Erdt machte den Fes tragenden Moslem mit den aufsteigenden Qualmringen zum Markenzeichen der Problem-Cigaretten.
Am 25. März 1914 feierte die bekannte Cigarattenfabrik Problem ihr 25-jähriges Geschäftsjubiläum.
1914 erwarb Szlama Rochmann das Grundstück in der Greifswalder Straße 212/213 vor dem Königstor in Prenzlauer Berg von dem Besitzer einer Beinschwarz- und Knochenkohlefabrik Gustav Magnus, um es als Produktionsstandort für seine Firma Problem-Cigarettes auszubauen. Zwischen 1914 und 1929 ließen er und seine Söhne Produktions- und Lagergebäude von den deutschen jüdischen Architekten Moritz Ernst Lesser und Ernst Ludwig Freud (Sohn Sigmund Freuds) errichten.
Die Familie Rochmann mit ihren vier Kindern wohnte auch in der Greifswalder Straße 212/213.
Nach dem Tod Szlama Rochmanns führten seine beiden Söhne Heinrich und Carl den väterlichen Betrieb im Gewerbehof Greifswalder Straße 212/213 weiter. Die Gräber Szlama Rochmanns, seiner Eltern und seines Bruders Baruch befinden sich auf dem jüdischen Friedhof in Berlin-Weißensee.

## Das Ende der Cigarettenfabrik Problem
Nach einem schlechten Erntejahr für türkische Tabake, der höheren Besteuerung größerer Lagermengen für Tabak, sowie im Zuge der sich verschärfenden Wirtschaftskrise musste die Familie 1930 erst den Namen und 1932 den gesamten Betrieb an die Hamburger Firma Reemtsma verkaufen. Szlamas Frau Hanna und die drei Söhne zogen in den Westen Berlins. Tochter Erna hatte den Juristen H. Stern geheiratet und lebte am Prager Platz.
Während Heinrich Rochmann um 1934 nach England emigrieren konnte, wurden Carl Rochmann und seine Frau Else 1942 nach Auschwitz deportiert und ermordet, nachdem der Familienbesitz 1943 zwangsversteigert worden war.
Reemtsma vermietete die Fabrikhallen in der Greifswalder Straße ab 1935 an das Reichsarbeitsdienst Bekleidungsamt. Aus den Fabrikationssälen wurden Nähsäle.

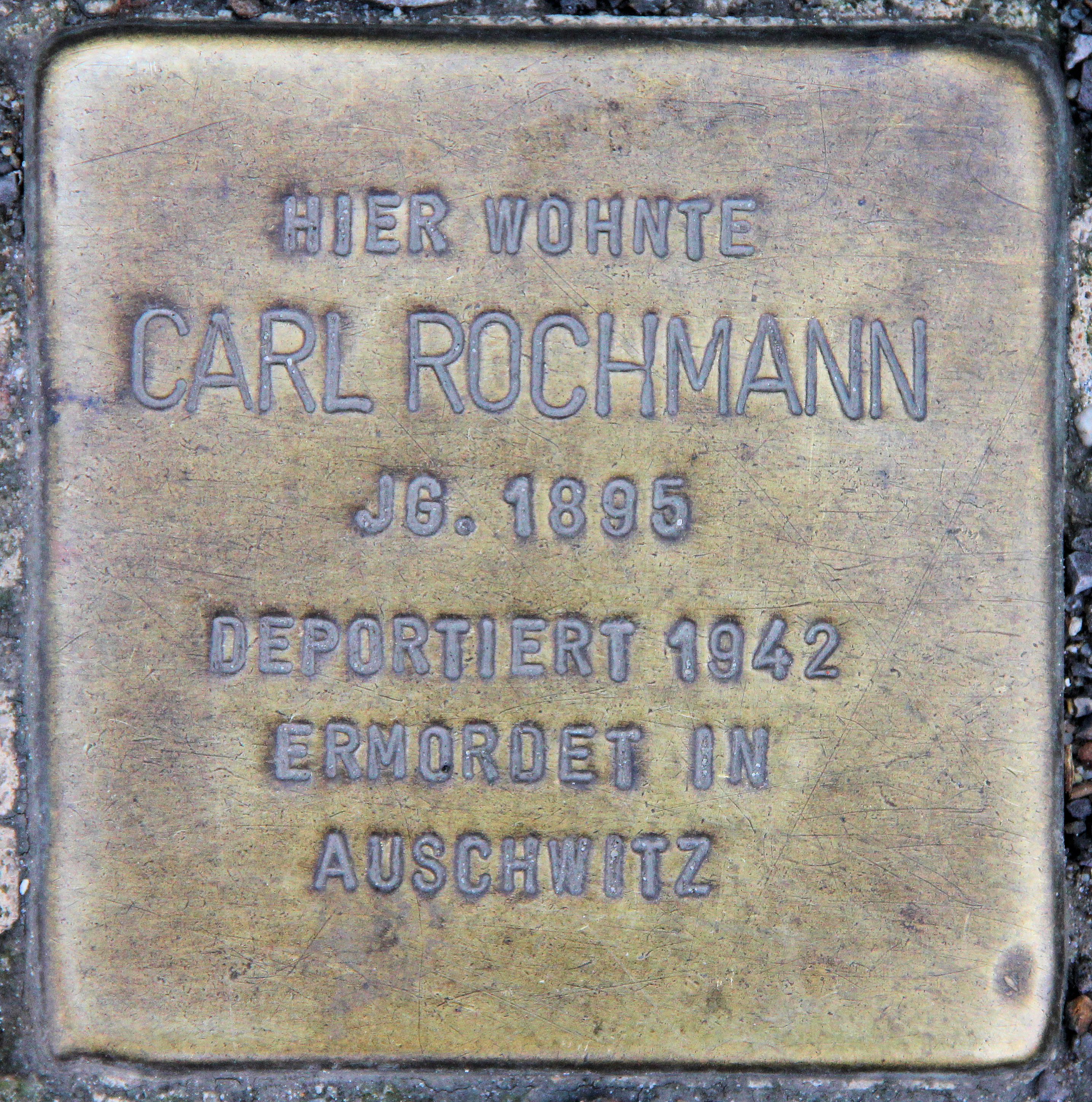
Stolperstein für Carl Rochmann
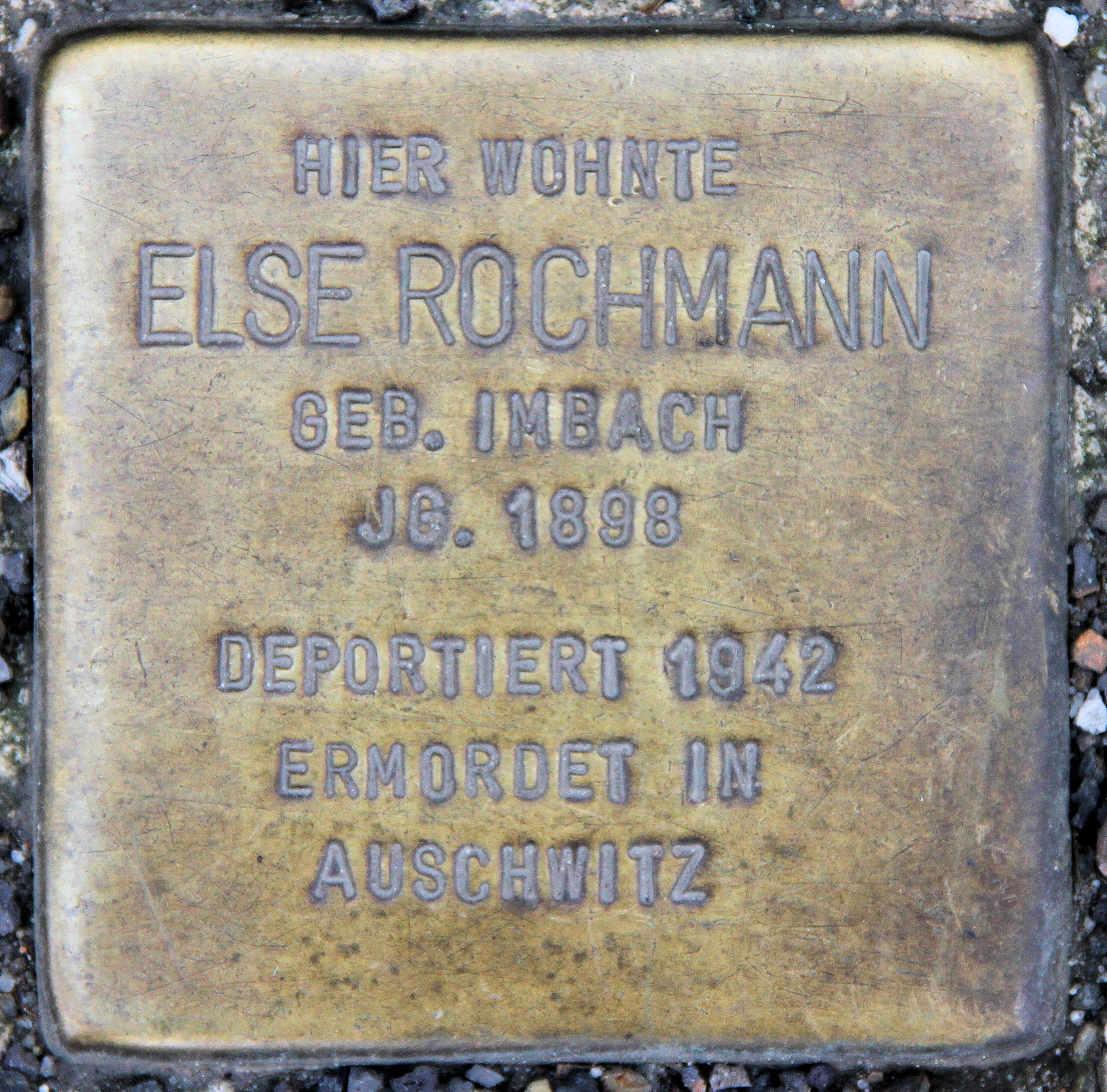
Stolperstein für Else Rochmann

## Textilproduktion in der Greifswalder Straße 212/213

Fassadenwerbung des VEB Treffmodelle Greifswalder Straße 212/213 von 1986

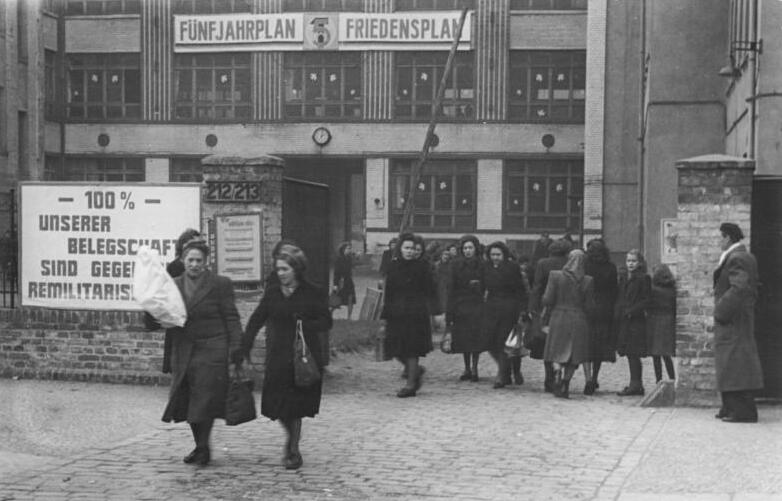
Arbeiter vor dem Gebäude Greifswalder Straße 212/213, 22. Dezember 1950

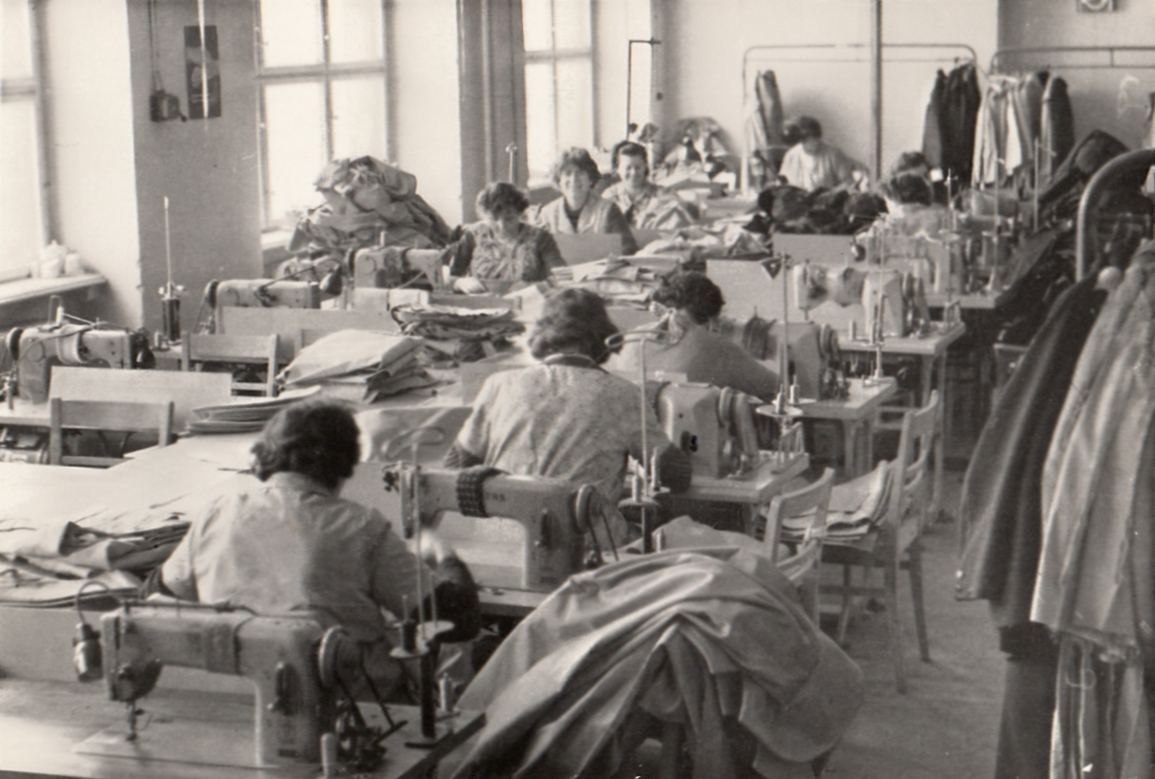
Arbeiterinnen am Band 27 im VEB Treffmodelle in der Inselstr. 2 im Jahr 1959

Nachdem die Bekleidungsfirma P. Opalla bis nach dem Krieg dort Polizei- und Wehrmachtsuniformen genäht hatte, übernahm der VVBB (Vereinigte Volkseigene Betriebe Leichtindustrie Berlin) nach Gründung der DDR 1948 die Immobilie für den VEB Textilbetrieb Fortschritt. Die vorhandenen Ressourcen wurden zur Herstellung von Herrenbekleidung genutzt.
1953 wurde dann in der Greifswalder Straße 212/213 der VEB Treffmodelle zur Herstellung „schwerer Damen-Oberbekleidung“ (DOB) gegründet, der bis zur Wende an diesem und drei weiteren Standorten in Berlin produzierte (Wallstraße 15, Inselstraße 2, Möllendorfstraße).
Es wurden auch Muster für das Modeinstitut der DDR in der Brunnenstraße produziert. Jeweils 40 % der Produktion wurden in die SU (sozialistischen Bruderländer) und in das „NSW“ (Nichtsozialistisches Wirtschaftsgebiet) exportiert, insbesondere an Neckermann, Quelle, Otto-Versand und Schickedanz. 20 % gelangten als „BV“ mit Preisaufschlag für die eigene Bevölkerung in den Ladenverkauf.
1985 entstand im Rahmen der Rekonstruktion an der Straße ein sechsgeschossiges Vorderhaus, das erstmals die Lücke im Blockrand an der Greifswalder Straße schloss, sowie ein neuer Seitenflügel im Deckenhubverfahren. Der Maschinenpark wurde ebenfalls modernisiert. Rund 800 Produktionsarbeiterinnen waren in der Greifswalder Straße 212/213 tätig. Treffmodelle produzierte noch als Greiber-Classicmoden GmbH (Greifswalder-Berlin) der West-Berliner Firma Max Schröder bis 1992 an diesem Standort.
Mitte der 1990er-Jahre übernahm die Treuhandliegenschaftsgesellschaft das Grundstück und vermietete die sanierungsbedürftigen Räume an Künstler und kreative Start-up-Unternehmen für günstige Mieten. Eine erste Verkaufsanstrengung der TLG scheiterte Mitte der 1990er-Jahre an dem zu hoch angesetzten Immobilienwert, der den riesigen Instandhaltungsrückstau und damit verbundene Aufwendungen für die notwendigen Sanierungsmaßnahmen nicht berücksichtigte. Nach dem Musikclub Miles mietete sich der überregional bekannte Magnet-Club im Vorderhaus und Seitenflügel ein. Im ehemaligen Tabakspeicher, dem sogenannten „Glashaus“ etablierte sich das Theater Eigenreich.
Seit der Kündigung der Gewerbemieter im Oktober 2005 stehen die meisten Räume leer. Die Mieterinitiative Treffmodelle hatte 2006 erfolglos versucht gemeinsam mit dem neuen Eigentümer ein nutzerorientiertes Vermietungsmodell zu etablieren.
Nach der Sanierung der Gebäude um den ersten Hof von 2007 bis 2008 wird der Gewerbehof unter dem Label „Fabrik“ vermarktet.

## Zigarettensorten
- Element
- Esquire
- Ethik
- Kaiserloge
- Königsloge (ursprünglich Royal-Box)
- Mahala
- Moslem
- National
- Passant (En Passant)
- Sokrates
- Trans